# 小山谷町
小山谷町（おやまだにちょう）は、福井県福井市の地名。郵便番号は918-8053。

## 地理
足羽山の北側の斜面一帯にあたり、大半は林野である。『角川日本地名大辞典』が発行された1989年（平成元年）当時の世帯数は2、人口は3。人口が少ないため、福井市による町丁別人口統計では人口・世帯数ともに秘匿扱いとされている。

## 歴史
- 江戸時代 - 越前国足羽郡小山谷村。慶長の国絵図には「尾山谷村」と見える。福井藩領で、藩主の松平氏は村内の瑞源寺（現・福井市足羽5-10-17、臨済宗妙心寺派）を菩提寺としていた[3][5]。
- 1889年（明治22年） - 福井県足羽郡社村の大字となる（社村大字小山谷）[3]。
- 1949年（昭和24年） - 福井県福井市の大字となる（福井市大字小山谷）[3]。
- 1954年（昭和29年） - 福井市小山谷町となる[3]。
- 1958年（昭和33年）以降、小山谷町の一部が鶯町、足羽1 - 5丁目、九十九町1・2丁目、有楽町、常盤木町、桃園1・2丁目となる[3]。
- 1965年（昭和40年）4月 - 土地区画整理組合設立。土地の区画整理、道路・上水道・下水道の敷設、公園・緑地の設置、その他付帯工事を実施。1968年（昭和43年）10月竣工[6]。

## 特産品
- 笏谷石 - 小山谷町の西、加茂河原町と接する境にある石切間歩から産出される名石[3]。

## 名所・旧跡・観光スポット・祭事・催事
- 足羽山公園・郷土植物園[3]
- 福井平和の塔・稲荷山古墳（足羽山古墳群）[3]
- くぬき地ぞう尊 - 旧小山谷火葬場の墓地参道入口の地蔵堂にまつられている。毎年8月23日前後に「地蔵まつり」が行われる[6]。